# Garcelles-Secqueville
Garcelles-Secqueville település Franciaországban, Calvados megyében. Lakosainak száma 944 fő (2018. január 1.). Garcelles-Secqueville Bellengreville, Bourguébus, Chicheboville, Conteville, Rocquancourt, Saint-Aignan-de-Cramesnil, Tilly-la-Campagne és Castine-en-Plaine községekkel határos.

## Népesség
A település népességének változása:
| Lakosok száma | 318  | 296  | 301  | 505  | 709  | 766  | 797  | 892  | 915  | 944  |
|               | 1968 | 1975 | 1982 | 1999 | 2006 | 2011 | 2013 | 2016 | 2017 | 2018 |